# Lepturges peruibensis
Lepturges peruibensis är en skalbaggsart som beskrevs av Monné 1976. Lepturges peruibensis ingår i släktet Lepturges och familjen långhorningar. Inga underarter finns listade i Catalogue of Life.